# Halowe Mistrzostwa Europy w Lekkoatletyce 1979 – pchnięcie kulą mężczyzn
Pchnięcie kulą mężczyzn – jedna z konkurencji technicznych rozgrywanych podczas halowych lekkoatletycznych mistrzostw Europy w hali Ferry-Dusika-Hallenstadion w Wiedniu. Rozegrano od razu finał 24 lutego 1979. Zwyciężył reprezentant Finlandii Reijo Ståhlberg, który tym samym obronił tytuł zdobyty na poprzednich mistrzostwach.

## Rezultaty
Rozegrano od razu finał, w którym wzięło udział 10 skoczków.

Opracowano na podstawie materiału źródłowego.
| Poz. | Zawodnik          | Reprezentacja   | Próby | Próby | Próby | Próby | Próby | Próby | Wynik |
| Poz. | Zawodnik          | Reprezentacja   | 1     | 2     | 3     | 4     | 5     | 6     | Wynik |
| ---- | ----------------- | --------------- | ----- | ----- | ----- | ----- | ----- | ----- | ----- |
| 01 ! | Reijo Ståhlberg   | Finlandia       | 20,14 | 20,24 | 20,12 | 20,14 | 20,47 | 19,86 | 20,47 |
| 02 ! | Geoff Capes       | Wielka Brytania | 20,07 | 20,23 | 19,80 | 20,22 | 19,86 | 19,83 | 20,23 |
| 03 ! | Wołodymyr Kyselow | ZSRR            | 14,42 | 19,80 | 19,48 | 20,01 | 19,79 | x     | 20,01 |
| 4.   | Markku Tuokko     | Finlandia       | 19,06 | 19,55 | x     | 18,87 | x     | x     | 19,55 |
| 5.   | Anatolij Jarosz   | ZSRR            | 19,12 | 18,12 | 18,68 | 18,51 | 18,64 | x     | 19,12 |
| 6.   | Jaroslav Brabec   | Czechosłowacja  | 19,03 | x     | 19,07 | x     | 18,51 | 18,58 | 19,07 |
| 7.   | Mike Winch        | Wielka Brytania |       |       |       |       |       |       | 17,03 |
| 8.   | Hermann Neudolt   | Austria         |       |       |       |       |       |       | 16,30 |